# Sexy Zoneの進化論
『Sexy Zoneの進化論』（セクシーゾーンのしんかろん）は、2020年4月10日からスカパー!オンデマンドで配信、CS放送フジテレビTWOで放送されたバラエティ番組で、Sexy Zoneのレギュラー冠番組。
略称は「セクエボ」。
また、本番組のダイジェスト版がフジテレビ『サンデーMIDNIGHT』地上波で不定期放送された。

## 概要
「いつから、大人だったんだろう？いつまで、子どもだったんだろう？」メンバー全員が20歳を超え大人に成長したSexy Zoneが、さらに“進化”するべく、様々なことに挑戦する成長ロケバラエティ。
基本的に30分放送で、最終回のみ60分の拡大版で放送された。
また、番組が決定および放送開始した際に病気療養中だったメンバーの松島聡は、活動復帰後の2020年9月25日の放送（＃10）から参加している。

## 放送内容
| 放送回 | 放送日        | ダイジェスト版放送日 | 放送内容                                  | 備考                                                  |
| ------ | ------------- | -------------------- | ----------------------------------------- | ----------------------------------------------------- |
| #1     | 2020年4月10日 | 2020年5月17日        | 「ダンディ」前編                          | 「お寿司」マナー                                      |
| #2     | 4月24日       | 2020年5月17日        | 「ダンディ」後編                          | 高級車の乗り方                                        |
| #3     | 5月8日        | 6月21日              | 「粋」前編                                | 着物                                                  |
| #4     | 5月22日       | 6月21日              | 「粋」後編                                | そば                                                  |
| #5     | 6月26日       | 7月12日              | 「おうち時間」                            | 「大人のおうち時間の楽しみ方」 （リモート脱出ゲーム） |
| #6     | 7月10日       | 7月12日              | 「涙活」                                  |                                                       |
| #7     | 8月14日       | 9月27日              | 「大人の趣味」前編                        | 釣り                                                  |
| #8     | 8月28日       | 9月27日              | 「大人の趣味」後編                        | 釣り                                                  |
| #9     | 9月11日       |                      | 「大人の趣味」料理編                      | 魚料理                                                |
| #10    | 9月25日       | 11月1日              | 「大人最終検定旅行」 大人の移動時間編     | ボードゲーム                                          |
| #11    | 10月9日       | 11月1日              | 「大人最終検定旅行」 大人のアスレチック編 |                                                       |
| #12    | 10月23日      | 11月22日             | 「大人最終検定旅行」 大人の贅沢編         | 1時間スペシャル                                       |

## スタッフ
- ナレーション：アホマイルド坂本雅仁
- 構成：がじん祥太 高橋邦彦
- 編成：植田恭輔 小島有星
- ディレクター：松本博樹
- 演出：平薮直樹
- プロデューサー：川原崎紘史 牛越美羽 和田嘉吉郎 内坂健太 嶋田哲治 永竹里早
- 企画：コラージュ
- 協力：ジャニーズ事務所
- 制作協力：アッサンブラージュ、sala
- 制作・著作：スカパー!